# Žírnice (Lipová)
Žírnice (německy Neuhaus též Schirnitz-Neuhaus) je zaniklá vesnice na území obce Lipová, v k. ú. Žírnice v okrese Cheb v Karlovarském kraji. Úředně byla vesnice zrušena v roce 1970.
Žírnice je také název katastrálního území o rozloze 1,45 km².

## Historie
První písemná zmínka o vesnici pochází z roku 1615. Vesnice ležela dva kilometry jihovýchodně od Okrouhlé. Záznam na mapě z roku 1714 „les zvaný Schirnitz“ je pomístním názvem pro les, který se rozprostíral mezi Lipovou a Okrouhlou. V roce 1797 se samota s jedním selským statkem pojmenovaná jako ves Schirnitz a nadále se střídala s názvem Neuhaus, resp. Schirnitz-Neuhaus. Teprve po koupi lesa městem Cheb zde byla postavena městská myslivna a krátce nato i další objekty. V letech 1869–1890 pod názvem Neuhaus byla osadou obce Jesenice v okrese Cheb. V letech 1900–1910 byla osadou obce Jesenice, v letech 1921–1930 osadou obce Lipová, v letech 1950–1980 osadou obce Lipová.
V době, kdy se stala Žírnice osadou obce Jesenice, byl městský lesní revír v Žírnici s osmdesáti hektary lesa pro Cheb důležitým zdrojem příjmů. Žírnická myslivna se ovšem stala významnou i pro kulturní paměť Chebska. Dne 26. 12. 1861 se zde narodil spisovatel a novinář Hans Nikolaus Kraus, jehož třídílný románový cyklus „Domov“ je zařazován mezi nejlepší romány chebské regionální literatury.
Po druhé světové válce postihl vesnici odsun německého obyvatelstva a po válce došlo jen k částečnému dosídlení. Po vysídlení německých obyvatel byly zdejší statky od roku 1950 obhospodařovány zemědělským družstvem v Lipové. Do roku 1961 ovšem klesl počet obyvatel vesnice na čtrnáct a během dalších deseti let byla osada opuštěná. Když byla 1. července 1970 Žírnice úředně zrušena, zbyl z vesnice jediný opuštěný dům stojící uprostřed polí.

## Obyvatelstvo
Při sčítání lidu v roce 1921 zde žilo 56 obyvatel, všichni německé národnosti, kteří se hlásili k římskokatolické církvi.
| Rok            | 1869 | 1880 | 1890 | 1900 | 1910 | 1921 | 1930 | 1950 | 1961 | 1970 | 1980 | 1991 | 2001 | 2011 |
| -------------- | ---- | ---- | ---- | ---- | ---- | ---- | ---- | ---- | ---- | ---- | ---- | ---- | ---- | ---- |
| Počet obyvatel | 61   | 55   | 48   | 59   | 54   | 56   | 49   | 33   | 14   | –    | –    | –    | –    | 1    |
| Počet domů     | 11   | 11   | 11   | 11   | 11   | 11   | 10   | 8    | –    | –    | –    | –    | 1    | 1    |